# Lone Survivor
Lone Survivor è un film del 2013, scritto e diretto da Peter Berg.
La pellicola è la trasposizione cinematografica dell'omonimo romanzo autobiografico Lone Survivor: The Eyewitness Account of Operation Redwing and the Lost Heroes of Seal Team 10 di Marcus Luttrell, ex-Navy SEAL in missione in Afghanistan, qui interpretato da Mark Wahlberg.

## Trama
Nel 2005, un gruppo di Navy SEALS, capeggiato dall'ufficiale Murphy e dal comandante Kristensen, parte dalla base aerea di Bagram per l'operazione Red Wings, volta a fermare un gruppo di talebani in Afghanistan a capo del quale vi è il cosiddetto Shah. L’operazione inizia con l’infiltrazione in territorio montano, durante la notte, dei 4 seals e prosegue con una marcia dove vengono stabiliti contatti radio per ogni checkpoint raggiunto. Arrivati al punto di osservazione finale i 4 seals si accorgono di non avere sufficiente visuale sul villaggio, per monitorare le attività dei miliziani. Murphy decide quindi di spostare la squadra verso un altro punto di osservazione. Tuttavia durante una pausa i quattro SEALS Murphy, Axelson, Dietz e Luttrell s'imbattono in un anziano pastore con due ragazzi. Indeciso sul da farsi e valutando compromessa la missione, Murphy dà ordine di lasciare andare i tre e ritirarsi verso la base. I seals si dirigono quindi sulla cima della montagna di Hindu Kush, da dove pensano che potranno essere prelevati dai mezzi aerei, ma non riescono a stabilire un contatto con la base Spartan e, a peggiorare la situazione, scoprono che è una “falsa cima”. Avvisati dagli ostaggi liberati, i talebani raggiungono la cima ed iniziano la caccia ai quattro americani che, in inferiorità numerica, si ritrovano costretti a combattere cercando nel contempo una via di fuga, che sarebbe rappresentata dal fianco pietroso della montagna. Durante il combattimento i quattro seals sono costretti a ripiegare e quindi a gettarsi da un dirupo pietroso. Dietz, precedentemente già ferito ad una gamba ed in stato di shock, cade dalle spalle di Luttrell, colpito dal fuoco nemico, il quale lo stava trasportando verso il dirupo per raggiungere Murphy e Axelson. Rimasto quindi solo, Dietz viene raggiunto ed ucciso dai Talebani. Nel frattempo il combattimento continua in un avvallamento pieno di pietre, sotto i colpi del fuoco nemico dei talebani. Resosi conto dell’impossibilità di combattere e di ripiegare, Murphy decide di esporsi al fuoco nemico per trovare un punto che fosse favorevole per il contatto radio con la base. Murphy viene ucciso ma riesce nell’intento e contatta la base lasciando attivo il canale radio, che permette quindi la localizzazione.
L'intervento di due elicotteri CH-47 Chinook non attende molto ad arrivare; tuttavia uno viene colpito da un RPG-7 ed esplode schiantandosi al suolo. A bordo dell’elicottero abbattuto vi erano presenti il comandante Kristensen e il sottufficiale di marina Patton, entrambi morti assieme al resto dell’equipaggio. Axelson in seguito viene raggiunto ed ucciso dai talebani, dopo che si era separato da Luttrell e perso in un bosco. Luttrell, rimasto solo, vaga nel bosco e si getta in una pozza di acqua ma viene trovato da Gulab, un membro di una tribù Pashtun che gli dà rifugio e lo medica al suo villaggio. I talebani arrivano al villaggio e cercano di uccidere Luttrell, ma Gulab interviene in sua difesa e li minaccia con le armi appoggiato da tutto il villaggio; dopo pochi giorni, i talebani ritornano con lo stesso Shah e attaccano il villaggio. Gulab e gli abitanti del villaggio ingaggiano uno scontro a fuoco con i talebani. Contemporaneamente Gulab rimane senza munizioni e si ritrova in un combattimento corpo a corpo con il braccio destro di Shah, riuscendo ad avere la meglio su di lui ed uccidendolo; grazie all'aiuto del figlio di Gulab, Luttrell, aggredito da un talebano, si salva uccidendolo; l'intervento delle truppe americane fa battere in ritirata i talebani e Luttrell viene tratto in salvo e trasportato in medevac da un blackhawk, che ritorna alla base. Nel finale si possono sentire le parole di Luttrell che ci lascia col messaggio di non abbandonare mai la battaglia.

## Produzione
Berg scrisse la sceneggiatura del film molti anni prima di realizzarlo, quando venne integrato in una squadra Navy SEAL in Iraq, ma ottenne il supporto per dirigere questo film solo dando la disponibilità a girare prima il film Battleship.
Il budget del film è stato di circa 40 milioni di dollari; le riprese del film sono iniziate il 2 ottobre 2012 e si sono svolte nello stato del Nuovo Messico (Stati Uniti d'America), tra cui anche nella città di Albuquerque.
Nelle prime sequenze si può notare la presenza dello stesso Marcus Luttrell: nella scena della colazione, durante il briefing sulla missione e nell'elicottero prima di essere abbattuto.

## Colonna sonora
La colonna sonora del film è realizzata dalla band post-rock Explosions in the Sky in collaborazione con il compositore Steve Jablonsky.

## Promozione
Il primo trailer del film viene diffuso online il 31 luglio 2013, mentre la versione italiana il 20 dicembre.

## Distribuzione
La pellicola è stata distribuita nelle sale cinematografiche statunitensi in numero di copie limitato a partire dal 25 dicembre 2013 ed in tutta la nazione dal 10 gennaio 2014, mentre in Italia è arrivata il 20 febbraio 2014.

### Divieto
Il film viene vietato ai minori di 18 anni per la presenza di linguaggio non adatto e forte violenza sanguinaria di guerra.

## Riconoscimenti
- 2014 - Premio Oscar
  - Candidatura per il miglior sonoro
  - Candidatura per il miglior montaggio sonoro
- 2014 - Satellite Award
  - Candidatura per la miglior sceneggiatura non originale a Peter Berg
- 2014 - Saturn Award
  - Candidatura per il miglior film d'azione/di avventura
  - Candidatura per il miglior regista a Peter Berg
  - Candidatura per il miglior trucco
- 2014 - Writers Guild of America
  - Candidatura per la miglior sceneggiatura adattata
- 2014 - Screen Actors Guild Award
  - Candidatura per il miglior cast di stuntmen
- 2014 - Critics' Choice Awards
  - Miglior film d'azione
  - Miglior attore in un film d'azione a Mark Wahlberg
- 2013 - National Board of Review of Motion Pictures
  - Migliori dieci film dell'anno
- 2013 - Las Vegas Film Critics Society
  - Miglior film d'azione
  - Candidatura per il miglior film
- 2014 - Teen Choice Awards
  - Candidatura per il miglior attore d'azione a Mark Wahlberg